# ГАЕС Мікшова II
ГАЕС Мікшова II – колишня експериментальна гідроакумулювальна електростанція у Жилінському краї на півночі Словаччини. Входила до каскаду ГЕС на річці Ваг.
Починаючи з 1963 року на Гриковському каналі  працювала ГЕС Мікшова. Біля неї спорудили експериментальну ГАЕС, обладнану діагональною оборотною турбіною. Як нижній резервуар використовувався відвідний канал ГЕС Мікшова, як верхній – споруджене у 1963-1965 роках водосховище з об’ємом 2,3 млн.м³ на Беньовському струмку дещо вище по течії Гриковського каналу. 
Електростанція експлуатувалась з 1971 по 1984 рік з метою тестування обладнання для ГАЕС, після чого була демонтована через низьку ефективність. В подальшому двома діагональними оборотними турбінами типу Dériaz обладнали ГАЕС Липтовська Мара, введену в дію у 1975 році.